# Serviço Naval Irlandês

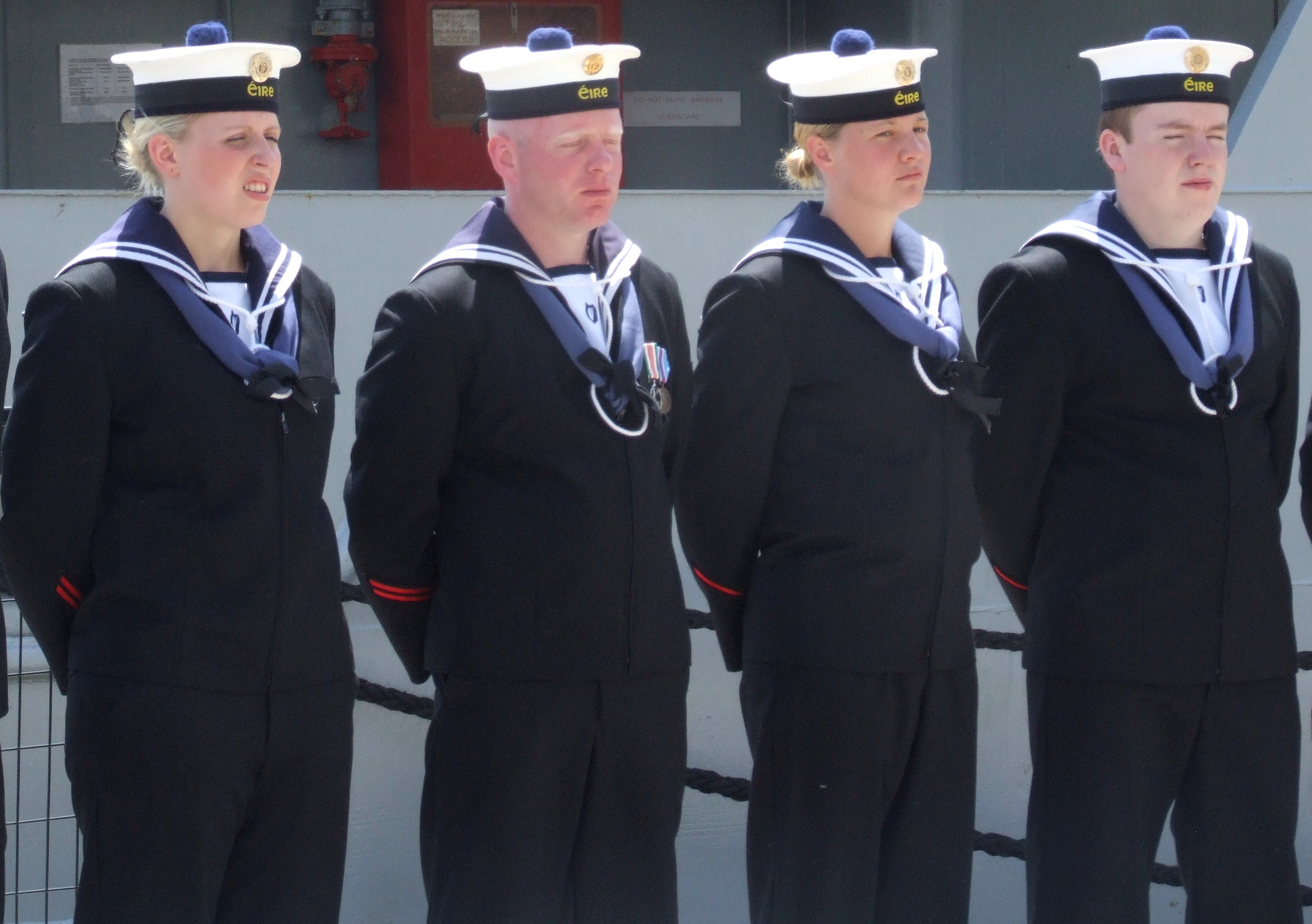
Marujos(as) do Serviço Naval Irlandês.

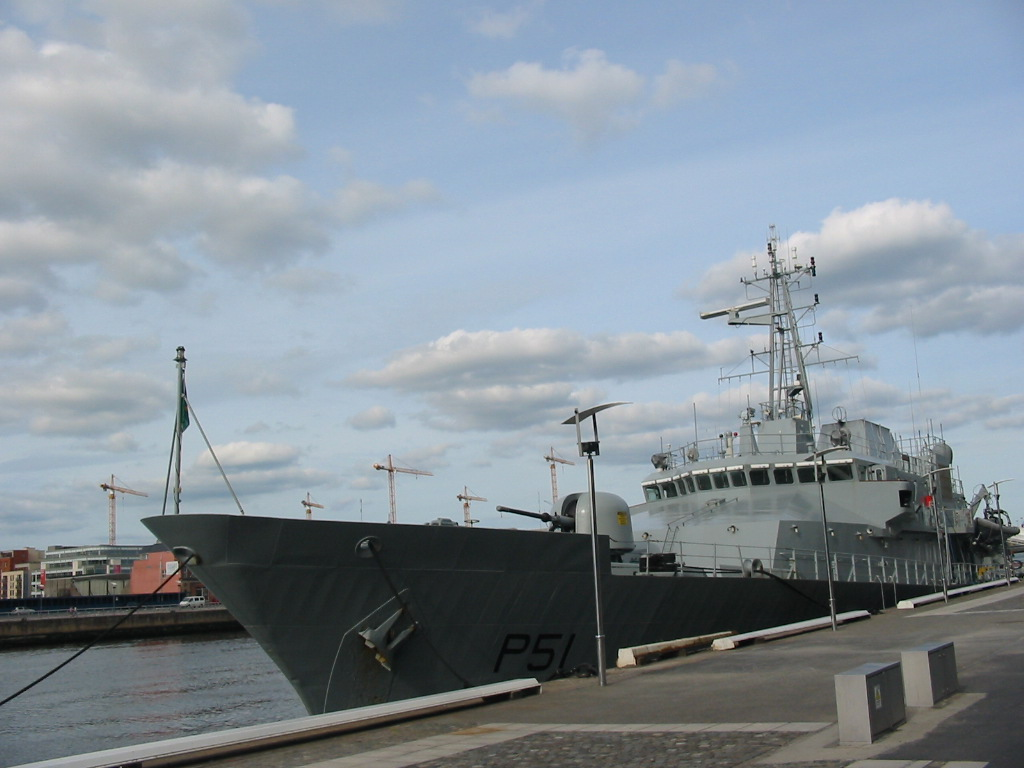
O barco de patrulha LÉ Róisín da marinha da Irlanda.

O Serviço Naval Irlandês (Irish Naval Service em inglês e Serbhís Cabhlaigh na hÉireann em irlandês) é a marinha da República da Irlanda e um dos três ramos permanentes das Forças de Defesa da Irlanda (Óglaigh na hÉireann). Sua base principal fica em Haulbowline, Condado de Cork.
Os navios à serviço da Marinha são batizados com nomes femininos irlandeses tradicionais, extraídos da história e da mitologia celta. O prefixo dos navios, LÉ, significa Long Éireannach, "Nave Irlandesa" em irlandês.